# Hannah Montana Forever
Hannah Montana Forever är soundtracket till den fjärde och sista säsongen av Disney Channels serie Hannah Montana, som hade premiär i juli 2010. I TV-serien och filmen spelar den amerikanska sångerskan och skådespelerskan Miley Cyrus rollen som Miley Stewart, en tjej med ett hemligt dubbelliv som popstjärnan Hannah Montana. Cyrus framför alla elva sångerna på soundtracket i sin roll som Hannah Montana. Albumet släpptes den 15 oktober 2010 av Walt Disney Records. Sångerna på soundtracket har skrivits och producerats av olika personer, vilket gjort att soundtracket har olika kompositioner och lyriska teman. Tre av sångerna på Hannah Montana Forever är duetter med Iyaz, Sheryl Crow, och Billy Ray Cyrus.
Den ledande singeln från albumet är "Ordinary Girl", som listplacerade sig på Billboard Hot 100 på plats 91. "Are You Ready" och "Gonna Get This" släpptes båda som marknadsföringssinglar från albumet. Albumet marknadsfördes exklusivt via Radio Disney innan det släpptes.

## Bakgrund
Öppningssången "Gonna Get This", en duett med Iyaz, skrevs av Niclas Molinder, Joacim Persson, Johan Alkenas och and Drew Ryan Scott. Iyaz hävdade att han lyssnade till Cyrus musik väldigt ofta och att Hannah Montana var bland hans favoritprogram på TV från Disney Channel. "Jag har tittat på showen väldigt länge, och fick äntligen chansen att göra en sång med Miley", berättade han. "Gonna Get This" spelades in i april 2010 mycket snabbt, enligt Iyaz på grund av hans framträdande i ett avsnitt av Hannah Montana. 
Toby Gad bidrog med sångerna "Ordinary Girl", "Que Será" och "Are You Ready" för soundtracket. "Are You Ready" skrevs av Gad, BC Jean och Lyrica Anderson. Sången spelades in för Hannah Montana 3 och läcktes ut på Internet i november 2008, tillsammans med andra sånger från Hannah Montana 3. Dock inkluderades inte sången i det soundtracket. "Kiss It Goodbye" är en coverversion av den polska sångerskan Ewa Farnas tjeckiska sång "Kdo Dá Víc" (Engelska: "Who Gives More", Svenska: "Vem Ger Mer") från hennes femte studioalbum Virtuální (English: Virtual, Svenska: Virtuell). En duett med Sheryl Crow, gäststjärna i avsnittet "It's the End of Jake as We Know It", med titeln "Need a Little Love" skrevs av Jaime Houston. "Love That Lets Go" är en duett med Billy Ray Cyrus (som porträtterar Mileys pappa, Robbie Ray Stewart, i Hannah Montana och samtidigt är Cyrus riktiga pappa) komponerades av Adam Anders och Nikki Hassman. "I'm Still Good" och "Been Here All Along" skrevs av Jennie Lurie, Aris Archontis och Chen Neeman. Hannah Montana Forever släpptes först den 15 oktober 2010 i Tyskland och den 19 oktober 2010 i USA.

## Tracklista
| 1.           | Gonna Get This           | Niclas Molinder, Joacim Persson, Johan Alkenas, Drew Ryan Scott,     | Hannah Montana & Iyaz            | 3:16  |
| 2.           | Que Sera                 | Toby Gad, BC Jean, Denise Rich                                       | Hannah Montana                   | 2:59  |
| 3.           | Ordinary Girl            | Gad, Arama Brown                                                     | Hannah Montana                   | 2:57  |
| 4.           | Kiss It Goodbye          | Molinder, Persson, Jakob Hazell, Charlie Masson, Christoffer Wikberg | Hannah Montana                   | 2:45  |
| 5.           | I'll Always Remember You | Mitch Allan, Jessi Alexander                                         | Hannah Montana                   | 3:53  |
| 6.           | Need a Little Love       | Jaime Houston                                                        | Hannah Montana & Sheryl Crow     | 3:55  |
| 7.           | Are You Ready            | Gad, Jean, Lyrica Anderson                                           | Hannah Montana                   | 3:16  |
| 8.           | Love That Lets Go        | Adam Anders, Nikki Hassman                                           | Hannah Montana & Billy Ray Cyrus | 3:06  |
| 9.           | I'm Still Good           | Jennie Lurie, Aris Archontis, Chen Neeman                            | Hannah Montana                   | 3:17  |
| 10.          | Been Here All Along      | Lurie, Archontis, Neeman                                             | Hannah Montana                   | 4:01  |
| 11.          | Barefoot Cinderella      | Houston, James Dean Hicks                                            | Hannah Montana                   | 2:56  |
| Total längd: | Total längd:             | Total längd:                                                         | Total längd:                     | 36:21 |

| 12.          | Wherever I Go | Adam Watts, Andy Dodd | Hannah Montana | 3:31  |
| Total längd: | Total längd:  | Total längd:          | Total längd:   | 39:52 |

| 12.          | Are You Ready | Gad, Jean, Lyrica Anderson | Hannah Montana | 3:55  |
| Total längd: | Total längd:  | Total längd:               | Total längd:   | 40:16 |

| 12.          | Are You Ready (Soul Seekerz Full Length Club Mix) | Gad, Jean, Lyrica Anderson | Hannah Montana | 6:45  |
| Total längd: | Total längd:                                      | Total längd:               | Total längd:   | 43:06 |

## Topplistor
| Lista (2010)                     | Topplacering |
| -------------------------------- | ------------ |
| Australien (ARIA Charts)         | 66           |
| Europa (European Top 100 Albums) | 35           |
| Irland (IRMA)                    | 25           |
| Portugal (IFPI)                  | 9            |
| Spanien (PROMUSICAE)             | 23           |
| Storbritannien (UK Albums Chart) | 38           |
| Tyskland (Media Control Charts)  | 65           |
| USA (Billboard 200)              | 11           |

## Utgivningshistorik
| Region   | Datum            | Skivbolag           |
| -------- | ---------------- | ------------------- |
| Tyskland | 15 oktober, 2010 | Universal Music     |
| USA      | 19 oktober, 2010 | Walt Disney Records |
| Sverige  | 20 oktober, 2010 | Universal Music     |